# Criminalidade na Coreia do Norte

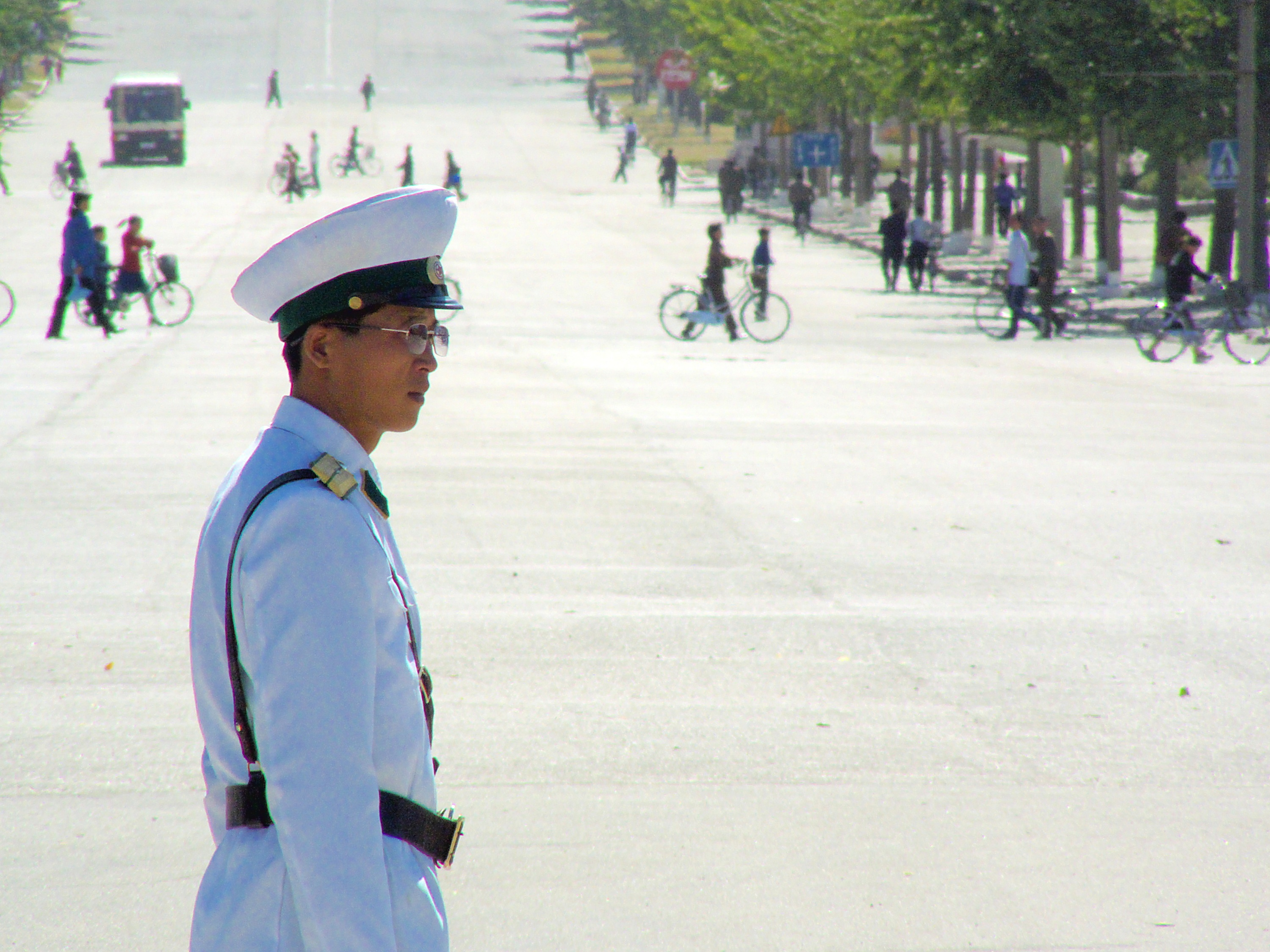
Policial norte-coreano supervisionando o tráfego em uma rodovia de Kaesong, Coreia do Norte, 2008.

O Crime está presente de várias maneiras na Coreia do Norte, oficialmente conhecida como a República Popular Democrática da Coreia (RPDC).

## Crimes por categoria

### Assassinato
Muitas pessoas na Coreia do Norte sofrem com a pobreza e, como resultado, muitas vezes adotam medidas extremas para sobreviver. Vários desertores relataram ouvir rumores de que o assassinato e o canibalismo são numerosos no país. Estes rumores surgiram pela primeira vez durante a Grande Fome de 1994 a 1998.
Um documento oriundo do Instituto Coreano pela Unificação Nacional lista doze execuções públicas, entre 2004 e 2010, como penalidade máxima contra o crime de homicídio. Vítimas de assassinato incluem amantes, uma esposa, um credor e um administrador hospitalar.

### Crimes políticos
Na Coreia do Norte, uma percepção crítica da política do país e dos líderes pode ser interpretado como uma ofensa grave. Traição também é levado muito a sério; tentar fugir para a Coreia do Sul, ou simplesmente admirar abertamente determinados aspectos da cultura sul-coreana pode ser interpretado como traição. Cruzar a fronteira com a China ou com a Rússia também é ilegal. Esta lei, contudo, é menos rigorosamente aplicada, em função do grande número de norte-coreanos espalhados pela fronteira em busca de emprego.
Criticar ou rejeitar os princípios comunistas é outro grave crime político. Esta categoria de delito inclui qualquer coisa que ameace a estrutura comunista – como abrir um negócio privado ou roubar bens agrícolas como milho, arroz e batatas.

### Estrangeiros acusados de crimes contra a Coreia do Norte
Um pequeno número de cidadãos norte-Americanos foram acusados, na Coreia do Norte de supostos crimes contra a nação. Isso engloba entrar no país de maneira ilegal e a exibição de sinais de hostilidade para com o país. Dois jornalistas dos Estados Unidos foram condenados ao trabalho forçado depois de serem considerados culpados de crimes contra a nação. Eles foram libertados no final do mesmo ano, quando Bill Clinton visitou o então líder Norte-coreano Kim Jong-il para negociar a soltura. Em abril de 2013, o guia turístico americano Kenneth Bae, também conhecido como Pae Jun Ho, foi acusado de conspirar para derrubar o governo Norte-coreano. A mídia estatal informou que haviam provas comprovando a afirmação. Ele já foi liberado e autorizado a voltar para os Estados Unidos. De acordo com a lei da Coreia do Norte, tal ato é punível por prisão perpétua ou morte.

### Prostituição
A prostituição na Coreia do Norte é ilegal e, de acordo com o governo Norte-coreano, não existe.
A corrupção na Coreia do Norte é um problema crescente no país, que ocupa a posição 174 de 176 no Índice de Percepção de Corrupção do índice de Transparência Internacional de 2012, empatado com a Somália e o Afeganistão.  As rigorosas regras e as severas punições impostas pelo regime contra, por exemplo, o acesso aos meios de comunicação estrangeiros, normalmente são contornados ao subornar a polícia. Delatar informações sobre colegas e membros da família tornou-se menos comum.